# 陸克·韋德-斯萊特
陸克·基思·韋德-斯萊特（英語：Luke Keith Wade-Slater，1998年3月2日—）是一名愛爾蘭足球運動員，司職後衛，現時效力愛爾蘭超級足球聯賽球會杜希达联。

## 球會生涯

### 史提芬納治
2015年夏天，韋德-斯萊特獲得獎學金在史提芬納治青年隊學習踢球，此前他在愛爾蘭一家足球學校學習踢球。在史提芬納治期間他是球隊U18的常規成員，他亦有在青年足總盃上場比賽。2016年11月8日，韋德-斯萊特在英格蘭足球聯賽錦標賽以4-0大勝绍森德的比賽首次職業上場。2017年5月23日，他簽下首份職業合約。
2017年10月7日英格兰足球联赛對克鲁，韋德-斯萊特首次在聯賽上場，他以替補身份上場，而球隊最終以1-0落敗。同年12月6日，他與球會續約並獲得加薪。2018年11月6日，他被外借到英格蘭足球南部聯賽球會金斯兰利至2019年1月。11月10日對法恩堡的比賽首次上場並打進全球唯一進球，使球隊以1-0小勝。外借期間他共上場6次及打進5球，而他最終在12月被母會召回。

### 波希米亚人
2019年1月1日，他與愛爾蘭超級足球聯賽球會波希米亚人簽約加盟。

### 拉恩
2020年10月5日，他轉投北愛爾蘭超級足球聯賽球會拉恩。

### 沃倫波因特鎮
2021年6月23日，他與北愛爾蘭超級足球聯賽球會沃倫波因特鎮簽約加盟。

## 國家隊生涯
韋德-斯萊特曾代表愛爾蘭U17上場5次，首次上場是2015年2月。2016年5月他獲提升至愛爾蘭U18並上場3次。

## 榮譽
拉恩
- 安特里姆郡盾：2020–21[16]